# هيرميس غريلو
هيرميس غريلو (بالإنجليزية: Hermes Grillo)‏ هو جراح أمريكي، ولد في 1923 في بوسطن في الولايات المتحدة، وتوفي في 2006.